# 德輔道西207號
德輔道西207號（英語：207 Des Voeux Road West）是香港一座戰前唐樓，位於香港島西營盤德輔道西207號，現為二級歷史建築。
該建築於1921年興建，處於正街交界，港島太平洋酒店對面，是香港僅存的直角轉角唐樓，同時用作商業及住宅用途。

## 歷史
德輔道西207號樓高四層，外觀是20世紀初的唐樓建築風格，並設有陽台。
建築屬戰前唐樓，昔日臨海興建，位於電車路旁，但經過歷年填海工程，原址已看不到海旁景色。
樓宇為「下舖上居」，1934年時地舖為「廣利蓆庄」，1985年則改為「勵豐釀酒」，後來再改為「厚生酒莊」，后又为报纸档，而近年則變成時裝店。
2020年8月9日，唐樓面向正街的外牆出現石屎剝落，跌至樓下的12號小巴站，其後外牆需要搭棚維修。

## 圖片

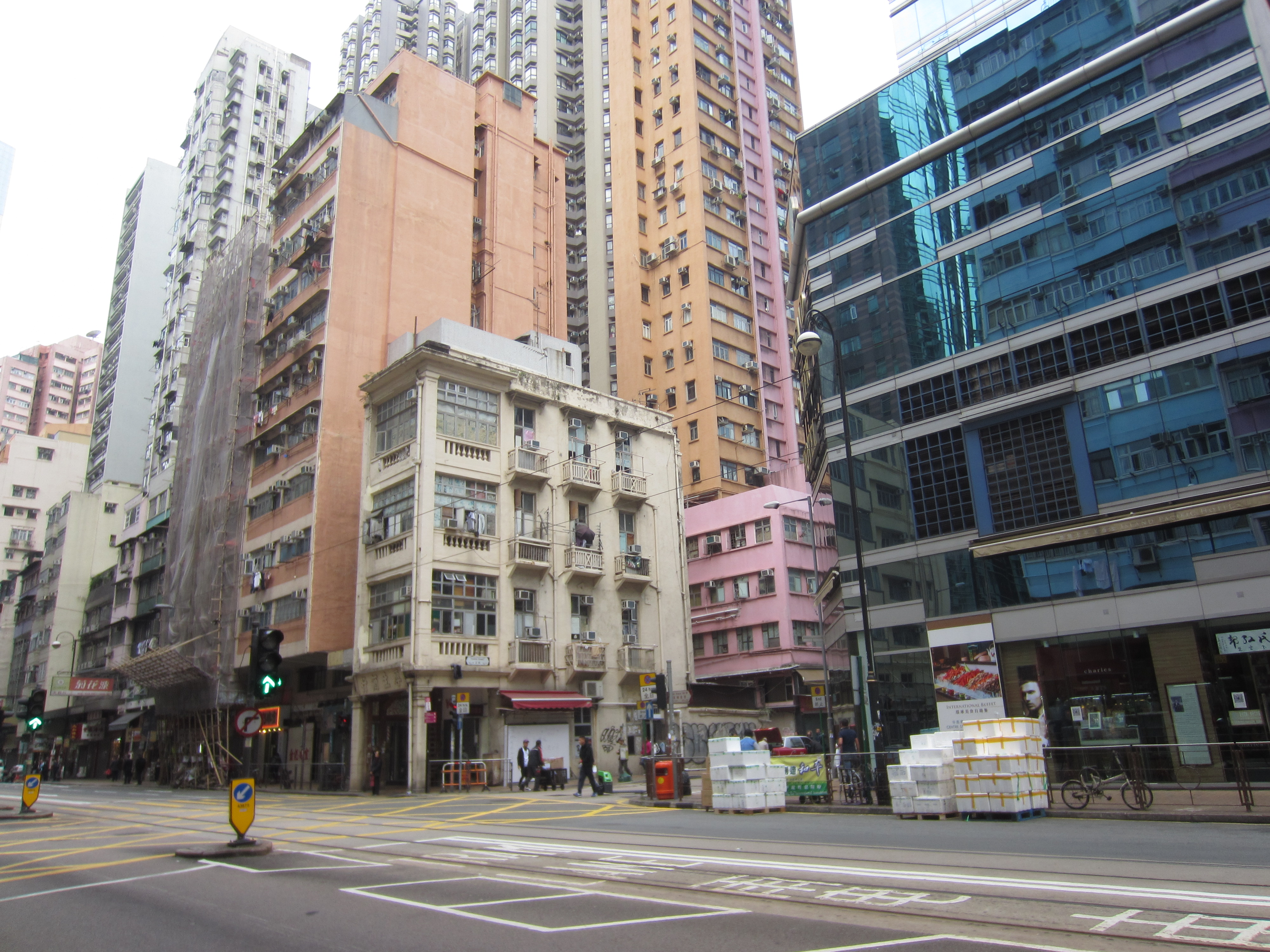
德輔道西207號前為電車軌
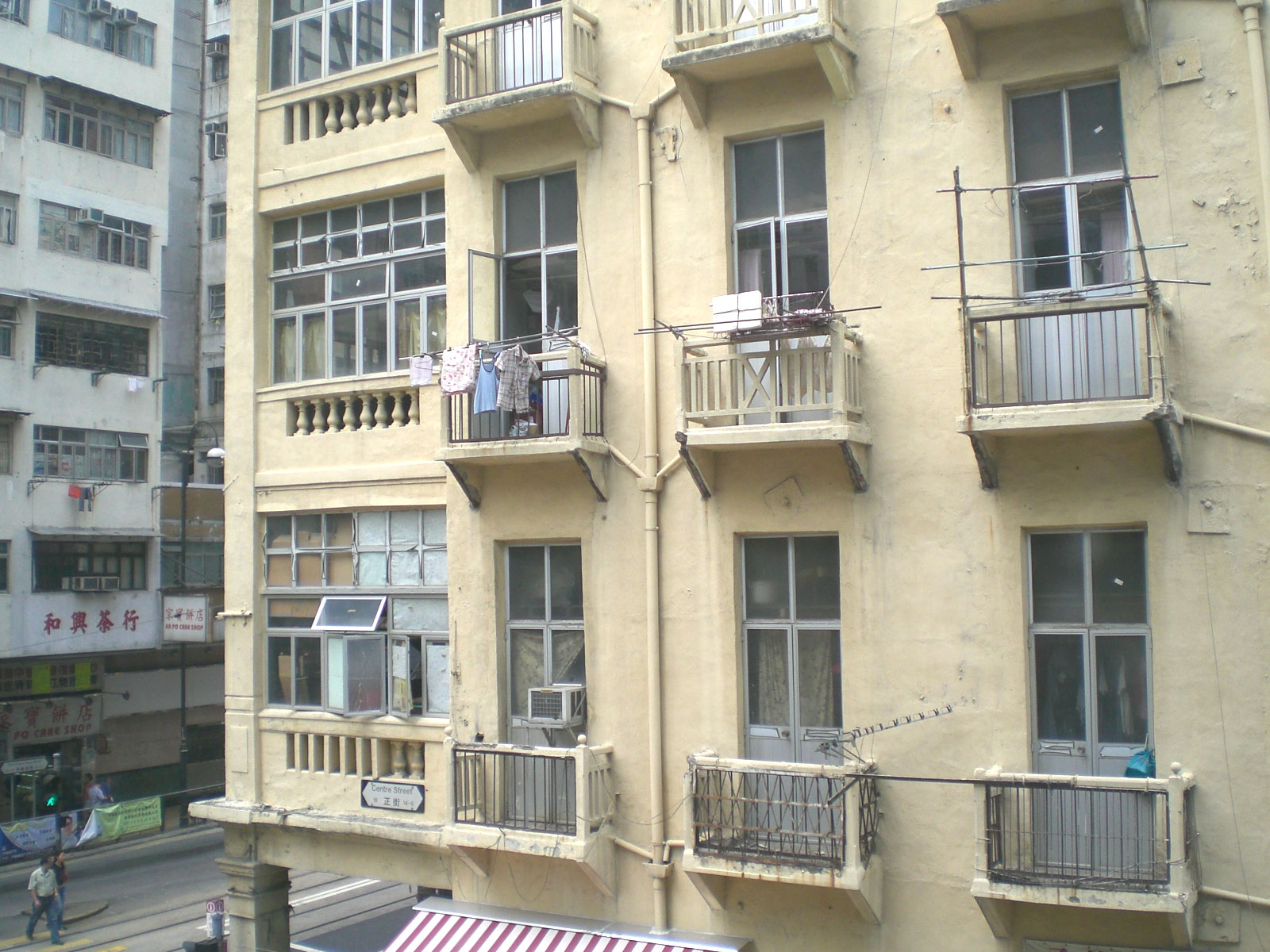
唐樓側面的立面近照
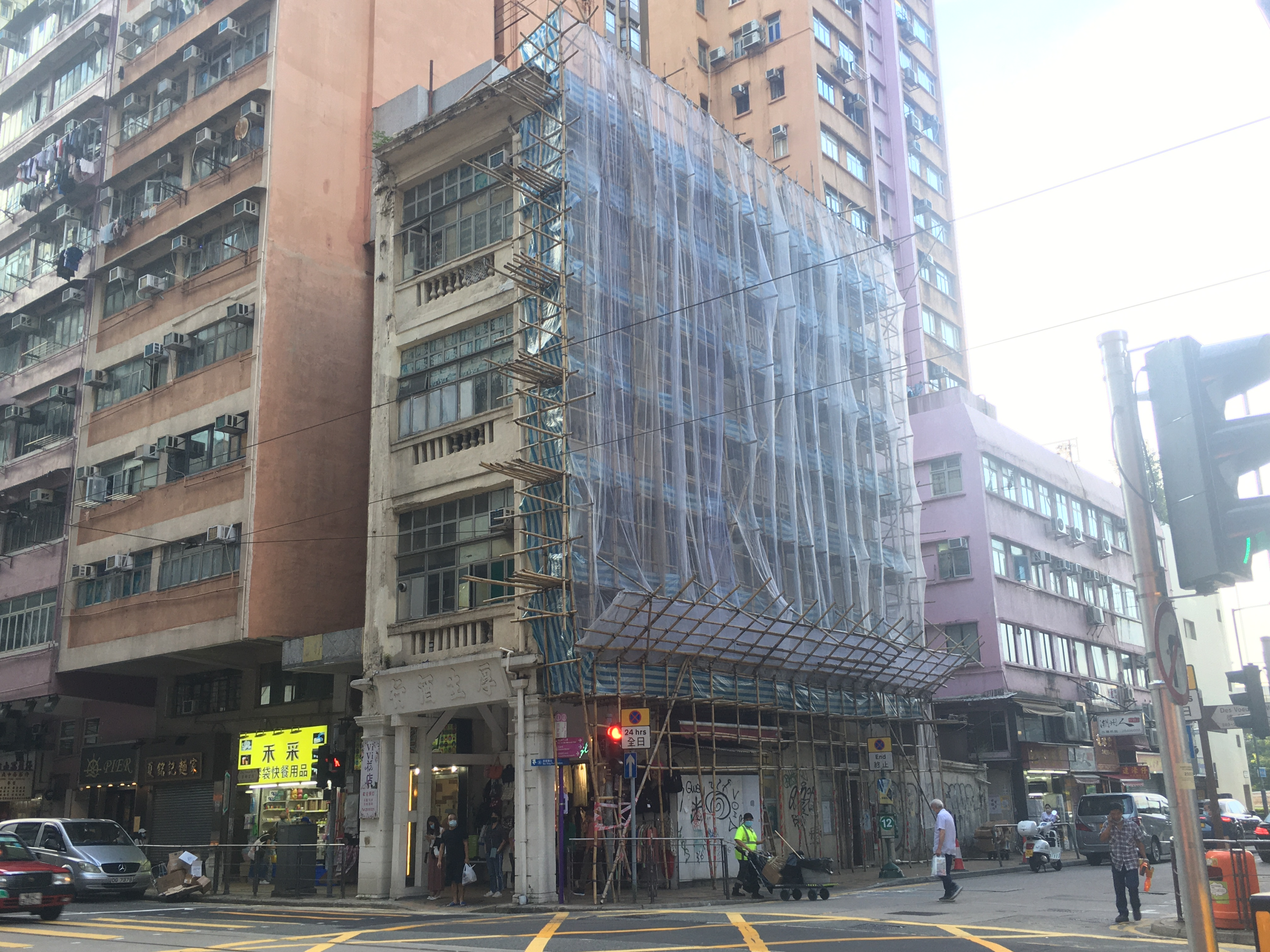
石屎剝落後外牆已經搭上棚架

## 外部連結
- HKMicrocosm 細拾香港：正街唐樓 （页面存档备份，存于）
- Heritage HKU：No. 207 Des Voeux Road West 德輔道西207號